# Manuel Luís Caeiro
Manuel Luís Caeiro 1931-2007), poeta popular, natural de Pavia, Mora.
- Algumas obras do autor:
  - 1988-"Flores do Alentejo", edição da Câmara Municipal de Mora, 1988;
  - 1993-"Feiras do Alentejo", edição da Junta de Freguesia de Pavia, 1993.
  - 1996-"Azinheiras em Flor", edição da Junta de Freguesia de Pavia, 1996
  - 2001-"Palalóia", edição da Câmara Municipal de Mora, 2001

Manuel Luís Caeiro tem inúmeros poemas e textos publicados em jornais, revistas e colectâneas de poesia.
Alguns dos seus trabalhos foram sido distinguidos com prémios em diversas iniciativas literárias).